# Regina Seeringer
Regina Maria Seeringer (* 24. Februar 1949 in Himmelsthür, Landkreis Hildesheim) ist eine deutsche Politikerin (CDU).

## Leben

### Ausbildung und Beruf
Sie studierte Sozialpädagogik an der Fachhochschule Hildesheim und machte dort 1972 ihren Abschluss als Diplom-Sozialpädagogin. Ihre erste Anstellung als Referentin in der Jugend- und Erwachsenenbildung war bei der Diözese Hildesheim.
Neben der parlamentarischen Arbeit engagiert sich Seeringer in verschiedenen Bereichen.
Sie gründete den Kinderschutzbund im Kreis Osterode. Ehrenamtlich tätig war sie in der Bildungsarbeit beim Kolpingwerk sowie als langjährige Vorsitzende des Schulelternrates am Gymnasium Osterode. Im Weiteren war sie stellvertretende Diözesanvorsitzende und Mitglied des Landesvorstandes der katholischen Erwachsenenbildung. Darüber hinaus gehörte sie dem Vorstand des MTV Osterode an.
Seeringer ist mit Frank Seeringer verheiratet und hat zwei Kinder.

### Politik
Vor der Landespolitik war Regina Seeringer von 1976 bis 1979 Mitglied im Rat der Stadt Hildesheim und von 1974 bis 1979 im Ortsrat Himmelsthür und dort auch Fraktionsvorsitzende der CDU. Nach ein paar Jahren Pause war sie von 1986 bis 2016 Mitglied im Rat der Stadt Osterode und dort Fraktionsvorsitzende der CDU-Fraktion. Von 1991 bis 2016 Mitglied des Kreistages Osterode am Harz. Bis 2010 war sie Vorsitzende des CDU-Kreisverbandes Osterode. Sie war Aufsichtsratsmitglied der Kreiswohnbau Osterode und der Harz Energie, Verwaltungsratsmitglied der Sparkasse Osterode, Beiratsmitglied der Kreisvolkshochschule.
2003 wurde sie als Direktkandidatin für den Wahlkreis Osterode in den Niedersächsischen Landtag gewählt. Dort war sie Mitglied in den Ausschüssen für Wissenschaft und Kultur sowie für Haushalt und Finanzen und im Kultusausschuss. Zudem war sie Mitglied der Enquete-Kommission „Demographischer Wandel“. Sie war die erwachsenenbildungspolitische Sprecherin ihre Fraktion und saß zusätzlich im Fraktionsarbeitskreis „Wirtschaft, Arbeit und Verkehr“.
Bei der Landtagswahl 2008 verlor Seeringer das Direktmandat und schied aus dem Landtag aus. 2012 jedoch rückte sie in den Landtag nach.
Bei der Landtagswahl 2013 konnte sie kein Direktmandat holen.

## Auszeichnungen
2018 wurde Seeringer das Verdienstkreuz am Bande des Verdienstordens der Bundesrepublik Deutschland verliehen.